# 망명의 늪
"망명의 늪"은 1978년에 개봉한 대한민국의 영화이다.

## 캐스팅
- 박근형
- 박원숙
- 허진
- 서희
- 박암
- 주선태
- 김길호
- 한재수
- 최성호
- 이룡
- 김기종
- 곽건
- 장인환
- 오중근
- 천지월
- 박원호
- 이주희
- 유진경
- 김경하
- 김옥자
- 김기수
- 최지숙
- 최인형
- 정하진
- 최해연
- 최남현 (우정출연)